# Loena 14
Loena 14 (E-6LS serie) of Loenik 14 (Russisch: Луна-14) was een onbemande ruimtevlucht in het kader van het Loenaprogramma van de Sovjet-Unie.
Men neemt aan dat het ruimteschip geleek op Loena 12 en dat het dezelfde instrumenten aan boord had als Loena 10. Het verstrekte gegevens over de wisselwerking van de zwaartekracht tussen Maan en Aarde, de mogelijkheden en moeilijkheden van radiocontact op verschillende posities in de baan, over zonnewind en kosmische straling en over de beweging van de Maan.
Het was de laatste vlucht van een Loena van de tweede generatie.
Loena 14 kwam op 10 april 1968 om 19:25 UTC volgens de bedoeling in een baan om de Maan. Aanvankelijk was dit een elliptische baan van 160 bij 870 km met een inclinatie van 42 graden.
Het belangrijkste doel van deze vlucht was om de communicatiesystemen te testen ter ondersteuning van het N1-L3 bemande maanlandingsproject. Door de baan van het ruimtevaartuig nauwkeurig te vervolgen was men in staat de onregelmatigheden van het zwaartekrachtveld van de Maan in kaart te brengen, zodat de banen van toekomstige vluchten, zoals geplande landingen met wagentjes beter voorspelbaar werden.
Loena 14 deed ook onderzoek naar de zonnewind en kosmische straling.